# Židovský vyrovnávací fond
Židovský vyrovnávací fond, nebo též Židovský koloniální trust (anglicky Jewish Colonial Trust) je židovská banka založená v roce 1899 ve Spojeném království.

## Historie
Fond založil předseda Světové sionistické organizace Theodor Herzl jako finanční orgán organizace. Jeho úkolem bylo shromažďovat finanční prostředky od Židů z celého světa, za účelem nákupu pozemků v tehdejší Palestině.
Svou činnost banka zahájila v roce 1902 s počátečním kapitálem 2 milionů liber šterlinků. Prvním předsedou banky byl zvolen David Wolffsohn.
Fond byl v roce 1902 přejmenován na Anglo-Eretz-Israel Company Ltd. a později na Izraelskou lidovou banku (Bank Leumi le-Israel).